# Modular Equipment Transporter

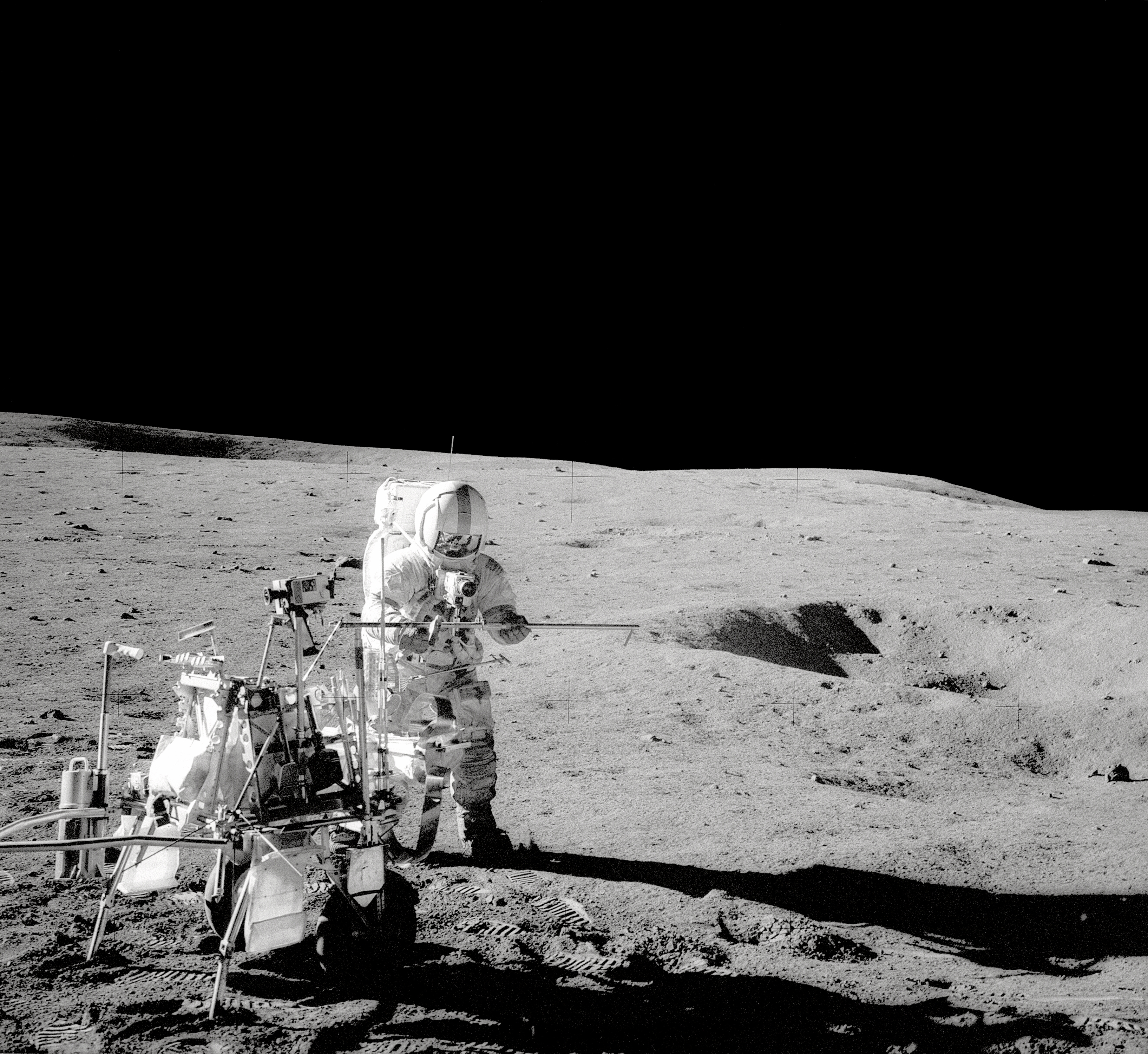
L'astronauta Alan Shepard accanto al MET durante la missione Apollo 14

Il Modular Equipment Transporter (MET) è stato un veicolo a due ruote trainato a mano che veniva utilizzato per il trasporto di attrezzature durante le attività extraveicolari sulla superficie lunare del programma Apollo. Progettato dopo che gli astronauti della missione Apollo 12 Pete Conrad e Alan Bean avevano riportato difficoltà nello spostare la loro attrezzatura a distanze significative dal loro modulo lunare, il MET è stato utilizzato principalmente come un banco da lavoro portatile dotato di alloggiamenti per gli utensili manuali, macchine fotografiche, caricatori fotografici di riserva, contenitori per campioni di roccia, contenitori per campioni ambientali e per un magnetometro portatile con sensore e treppiede. Venne utilizzato per la prima e unica volta nel 1971 in occasione della missione Apollo 14. Inizialmente si pensava che avrebbe fatto parte anche dell'Apollo 15 ma questa invece impiegò il Lunar Roving Vehicle in grado di trasportare sia gli astronauti che le attrezzature.